# Rallye Griechenland 2008
Die 55. Rallye Griechenland (auch Rallye Akropolis genannt) war der siebte von 15 FIA-Weltmeisterschaftsläufen 2008. Die Rallye bestand aus 20 Wertungsprüfungen und wurde zwischen dem 29. Mai und dem 1. Juni ausgetragen.

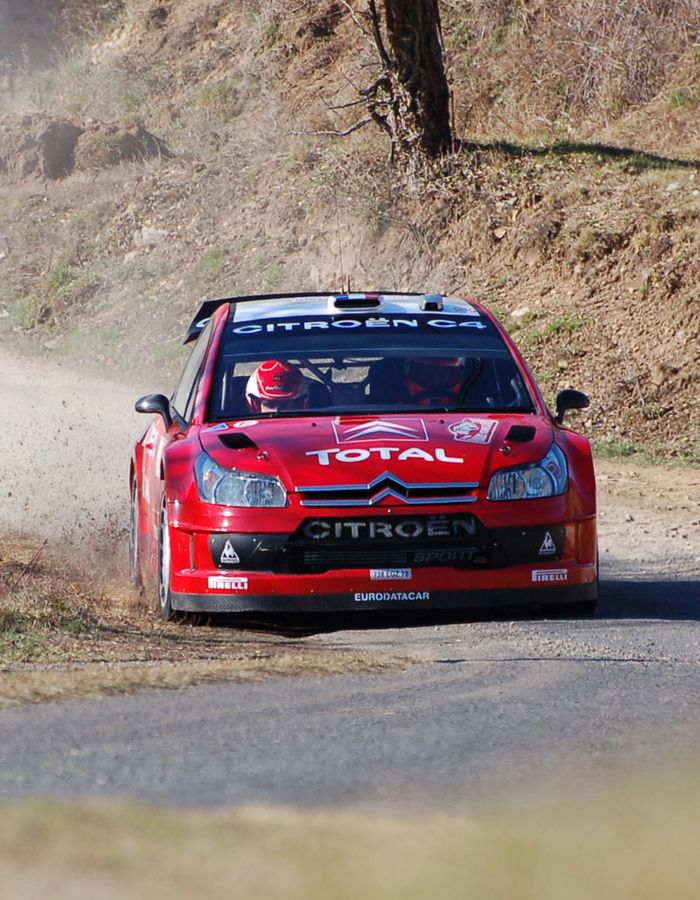
Sébastien Loeb und Daniel Elena im Citroën C4 WRC

## Klassifikationen

### Endresultat
| Pos    | Fahrer             | Co-Pilot           | Auto                           | Zeit      | Rückstand | Punkte |
| WRC    | WRC                | WRC                | WRC                            | WRC       | WRC       | WRC    |
| ------ | ------------------ | ------------------ | ------------------------------ | --------- | --------- | ------ |
| 1      | Sébastien Loeb     | Daniel Elena       | Citroën C4 WRC                 | 3:54:54.7 | 00:00.0   | 10     |
| 2      | Petter Solberg     | Phil Mills         | Subaru Impreza WRC             | 3:56:04.2 | 01:09.5   | 8      |
| 3      | Mikko Hirvonen     | Jarmo Lehtinen     | Ford Focus RS WRC              | 3:56:50.8 | 01:56.1   | 6      |
| 4      | Urmo Aava          | Kuldar Sikk        | Citroën C4 WRC                 | 3:59:14.4 | 04:19.7   | 5      |
| 5      | Dani Sordo         | Marc Martí         | Citroën C4 WRC                 | 3:59:44.1 | 04:49:4   | 4      |
| 6      | Matthew Wilson     | Scott Martin       | Ford Focus RS WRC              | 4:01:06.0 | 06:11.3   | 3      |
| 7      | Jari-Matti Latvala | Miikka Anttila     | Ford Focus RS WRC              | 4:01:42.2 | 06:47.5   | 2      |
| 8      | Henning Solberg    | Cato Menkerud      | Ford Focus RS WRC              | 4:04:08.7 | 09:14.0   | 1      |
| PWRC   |                    |                    |                                |           |           |        |
| 1 (14) | Andreas Aigner     | Klaus Wicha        | Mitsubishi Lancer Evolution IX | 4:16:06.7 | 21:12.0   | 10     |
| 2 (15) | Bernardo Sousa     | Jorge Carvalho     | Mitsubishi Lancer Evolution IX | 4:17:04.8 | 22:10.1   | 8      |
| 3 (16) | Armindo Araújo     | Miguel Ramalho     | Mitsubishi Lancer Evolution IX | 4:17:34.4 | 22:39.7   | 6      |
| 4 (17) | Fumio Nutahara     | Daniel Barritt     | Mitsubishi Lancer Evolution IX | 4:18:19.6 | 23:24.9   | 5      |
| 5 (18) | Evgeny Aksakov     | Aleksandr Kornilov | Mitsubishi Lancer Evolution IX | 4:23:11.6 | 28:16.9   | 4      |
| 6 (19) | Evgeniy Vertunov   | Georgy Troshkin    | Subaru Impreza WRX STI         | 4:24:08.1 | 29:13.4   | 3      |
| 7 (20) | Juho Hänninen      | Mikko Markkula     | Mitsubishi Lancer Evolution IX | 4:25:07.0 | 30:12.3   | 2      |
| 8 (21) | Loris Baldacci     | Mikko Markkula     | Mitsubishi Lancer Evolution IX | 4:26:39.5 | 31:44.8   | 1      |

### Wertungsprüfungen
| Tag             | WP                            | Name                          | Länge                         | Start MESZ                    | Gewinner                      | Co-Pilot                      | Auto                          | Zeit                          | Ø km/h                        | Leader             |
| --------------- | ----------------------------- | ----------------------------- | ----------------------------- | ----------------------------- | ----------------------------- | ----------------------------- | ----------------------------- | ----------------------------- | ----------------------------- | ------------------ |
| Tag 1 (30. Mai) | WP1                           | Schimatari 1                  | 11,57 km                      | 08:16                         | Jari-Matti Latvala            | Miikka Anttila                | Ford Focus RS WRC             | 10:34.3                       | 65,7                          | Jari-Matti Latvala |
| Tag 1 (30. Mai) | WP2                           | Thiva 1                       | 23,76 km                      | 09:04                         | Sébastien Loeb                | Daniel Elena                  | Citroën C4 WRC                | 17:15.2                       | 82,6                          | Jari-Matti Latvala |
| Tag 1 (30. Mai) | WP3                           | Psatha 1                      | 17,41 km                      | 10:27                         | Jari-Matti Latvala            | Miikka Anttila                | Ford Focus RS WRC             | 11:28.7                       | 91,0                          | Jari-Matti Latvala |
| Tag 1 (30. Mai) | Service Tatoi 12:09 (30 Min.) |                               |                               |                               |                               |                               |                               |                               |                               | Jari-Matti Latvala |
| Tag 1 (30. Mai) | WP4                           | Schimatari 2                  | 11,57 km                      | 13:40                         | Sébastien Loeb                | Daniel Elena                  | Citroën C4 WRC                | 10:26.7                       | 66,5                          | Sébastien Loeb     |
| Tag 1 (30. Mai) | WP5                           | Thiva 2                       | 23,76 km                      | 14:28                         | Sébastien Loeb                | Daniel Elena                  | Citroën C4 WRC                | 16:53.8                       | 84,4                          | Sébastien Loeb     |
| Tag 1 (30. Mai) | WP6                           | Psatha 2                      | 17,41 km                      | 15:51                         | Sébastien Loeb                | Daniel Elena                  | Citroën C4 WRC                | 11:12.5                       | 93,2                          | Sébastien Loeb     |
| Tag 1 (30. Mai) | WP7                           | Tatoi 1                       | 4,6 km                        | 17:30                         | Urmo Aava                     | Kuldar Sikk                   | Citroën C4 WRC                | 03:31.3                       | 78,4                          | Sébastien Loeb     |
| Tag 1 (30. Mai) | Service Tatoi 17:42 (45 Min.) |                               |                               |                               |                               |                               |                               |                               |                               | Sébastien Loeb     |
| Tag 2 (31. Mai) | Service Tatoi 07:30 (15 Min.) | Service Tatoi 07:30 (15 Min.) | Service Tatoi 07:30 (15 Min.) | Service Tatoi 07:30 (15 Min.) | Service Tatoi 07:30 (15 Min.) | Service Tatoi 07:30 (15 Min.) | Service Tatoi 07:30 (15 Min.) | Service Tatoi 07:30 (15 Min.) | Service Tatoi 07:30 (15 Min.) | Sébastien Loeb     |
| Tag 2 (31. Mai) | WP8                           | Aghii Theodori 1              | 32,16 km                      | 08:58                         | Mikko Hirvonen                | Jarmo Lehtinen                | Ford Focus RS WRC             | 22:42.1                       | 85,0                          | Sébastien Loeb     |
| Tag 2 (31. Mai) | WP9                           | Pissia 1                      | 16,6 km                       | 09:41                         | Gigi Galli                    | Giovanni Bernacchini          | Ford Focus RS WRC             | 12:17.2                       | 81,1                          | Dani Sordo         |
| Tag 2 (31. Mai) | WP10                          | Aghia Triada 1                | 10,8 km                       | 11:09                         | Gigi Galli                    | Giovanni Bernacchini          | Ford Focus RS WRC             | 07:46.1                       | 83,4                          | Dani Sordo         |
| Tag 2 (31. Mai) | Service Tatoi 12:27 (30 Min.) |                               |                               |                               |                               |                               |                               |                               |                               | Dani Sordo         |
| Tag 2 (31. Mai) | WP11                          | Aghii Theodori 2              | 32,16 km                      | 14:10                         | Mikko Hirvonen                | Jarmo Lehtinen                | Ford Focus RS WRC             | 22:36.1                       | 85,4                          | Dani Sordo         |
| Tag 2 (31. Mai) | WP12                          | Pissia 2                      | 16,6 km                       | 14:53                         | Urmo Aava                     | Kuldar Sikk                   | Citroën C4 WRC                | 12:13.9                       | 81,4                          | Sébastien Loeb     |
| Tag 2 (31. Mai) | WP13                          | Aghia Triada 2                | 10,8 km                       | 16:21                         | Mikko Hirvonen                | Jarmo Lehtinen                | Ford Focus RS WRC             | 07:45.4                       | 83,5                          | Sébastien Loeb     |
| Tag 2 (31. Mai) | Service Tatoi 17:21 (45 Min.) |                               |                               |                               |                               |                               |                               |                               |                               | Sébastien Loeb     |
| Tag 3 (1. Juni) | Service Tatoi 04:50 (15 Min.) | Service Tatoi 04:50 (15 Min.) | Service Tatoi 04:50 (15 Min.) | Service Tatoi 04:50 (15 Min.) | Service Tatoi 04:50 (15 Min.) | Service Tatoi 04:50 (15 Min.) | Service Tatoi 04:50 (15 Min.) | Service Tatoi 04:50 (15 Min.) | Service Tatoi 04:50 (15 Min.) | Sébastien Loeb     |
| Tag 3 (1. Juni) | WP14                          | Avlonas 1                     | 15,14 km                      | 05:48                         | Chris Atkinson                | Stéphane Prévot               | Subaru Impreza WRC            | 09:09.6                       | 131,0                         | Sébastien Loeb     |
| Tag 3 (1. Juni) | WP15                          | Assopia 1                     | 18,52 km                      | 06:27                         | Jari-Matti Latvala            | Miikka Anttila                | Ford Focus RS WRC             | 11:39.9                       | 91,9                          | Sébastien Loeb     |
| Tag 3 (1. Juni) | WP16                          | Aghia Sotira 1                | 15,2 km                       | 07:30                         | Gigi Galli                    | Giovanni Bernacchini          | Ford Focus RS WRC             | 09:47.2                       | 93,2                          | Sébastien Loeb     |
| Tag 3 (1. Juni) | Service Tatoi 08:59 (30 Min.) |                               |                               |                               |                               |                               |                               |                               |                               | Sébastien Loeb     |
| Tag 3 (1. Juni) | WP17                          | Avlonas 2                     | 15,14 km                      | 10:12                         | Gigi Galli                    | Giovanni Bernacchini          | Ford Focus RS WRC             | 09:00.9                       | 133,1                         | Sébastien Loeb     |
| Tag 3 (1. Juni) | WP18                          | Assopia 2                     | 18,52 km                      | 10:51                         | Jari-Matti Latvala            | Miikka Anttila                | Ford Focus RS WRC             | 11:26.6                       | 93,7                          | Sébastien Loeb     |
| Tag 3 (1. Juni) | WP19                          | Aghia Sotira 2                | 15,2 km                       | 11:54                         | Jari-Matti Latvala            | Miikka Anttila                | Ford Focus RS WRC             | 09:52.2                       | 92,4                          | Sébastien Loeb     |
| Tag 3 (1. Juni) | WP20                          | Tatoi 2                       | 4,6 km                        | 13:30                         | Dani Sordo                    | Marc Martí                    | Citroën C4 WRC                | 03:33.0                       | 77,7                          | Sébastien Loeb     |
| Tag 3 (1. Juni) | Service Tatoi 13:45 (10 Min.) |                               |                               |                               |                               |                               |                               |                               |                               | Sébastien Loeb     |

Quelle:

### Gewinner Wertungsprüfungen
| WP               | Anzahl | Fahrer             | Auto               |
| ---------------- | ------ | ------------------ | ------------------ |
| 1, 3, 15, 18, 19 | 5      | Jari-Matti Latvala | Ford Focus RS WRC  |
| 2, 4–6           | 4      | Sébastien Loeb     | Citroën C4 WRC     |
| 9, 10, 16, 17    | 4      | Gigi Galli         | Ford Focus RS WRC  |
| 8, 11, 13        | 3      | Mikko Hirvonen     | Ford Focus RS WRC  |
| 7, 12            | 2      | Urmo Aava          | Citroën C4 WRC     |
| 14               | 1      | Chris Atkinson     | Subaru Impreza WRC |
| 20               | 1      | Dani Sordo         | Citroën C4 WRC     |

### Fahrer-WM nach der Rallye
| Pos. | Fahrer             | Punkte |
| ---- | ------------------ | ------ |
| 1    | Sébastien Loeb     | 50     |
| 2    | Mikko Hirvonen     | 49     |
| 3    | Chris Atkinson     | 31     |
| 4    | Jari-Matti Latvala | 26     |
| 5    | Dani Sordo         | 25     |

### Team-Weltmeisterschaft
| Pos. | Team        | Punkte |
| ---- | ----------- | ------ |
| 1    | Ford WRT    | 81     |
| 2    | Citroën WRT | 79     |
| 3    | Subaru WRT  | 50     |
| 4    | Stobart WRT | 37     |